# Columba larvata
La paloma caripálida o paloma de cara pálida (Columba larvata) es una especie de ave columbiforme de la familia Columbidae propia de las montañas del África subsahariana.

## Descripción

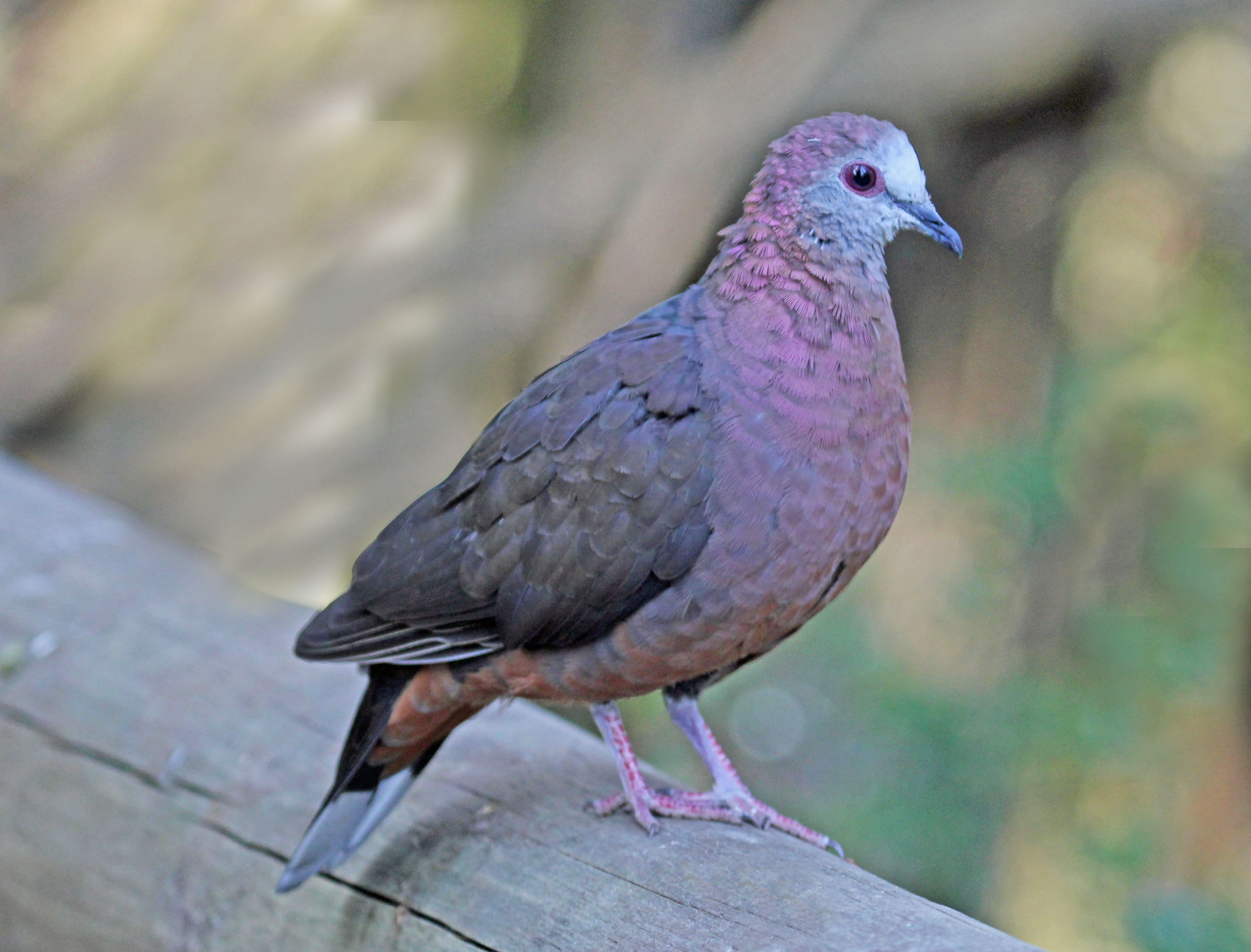
En el aviario Birds of Eden (Ciudad del Cabo).

Esta especie es bastante pequeña, ya que suele midir 24 a 30 cm de longitud y pesar 81,7 a 150 g. Los machos adultos tienen un plumaje de color marrón oscuro por encima, con manchas verdes en los lados del cuello, y marrón canela en las partes inferiores. Tienen llamativas marcas blancuzcas en la cara. Los pies, el iris y la piel alrededor del ojo son rojizos, el pico es negro. Las hembras y los machos jóvenes son generalmente similares, con un plumaje marrón más claro y marcas faciales grises pálidas. Los machos de la subespecie de África occidental tienen un plumaje de color gris oscuro.

## Taxonomía
Se diferencia de las otras palomas africanas del género Columba por sus hábitos terrestres, y la tez y la frente blancas de los machos adultos; es, por tanto, separado en el género Aplopelia por algunos autores. Algunos tratan a las poblaciones del golfo de Guinea (paloma caripálida de Santo Tomé) como una especie separada C. simplex (o A. simplex), otros como subespecies de C. larvata. En este último caso, las especies en su conjunto pueden ser denominadas simplemente como paloma caripálida, y si Aplopelia se considera un género válido entonces serían monotípicas.

### Subespecies
Según Alan P. Peterson, existen siete subespecies: 
- Columba larvata bronzina Ruppell 183
- Columba larvata inornata (Reichenow) 1892
- Columba larvata jacksoni (Sharpe) 1904
- Columba larvata larvata Temminck 1809
- Columba larvata principalis (Hartlaub) 1866
- Columba larvata samaliyae (White,CMN) 1948
- Columba larvata simplex (Hartlaub) 1849

## Distribución y estado de conservación
La paloma caripálida se distribuye en los bosques montanos de África, a una altitud, por ejemplo, de unos 100 metros a 3000 metros en el este de África. La dieta consiste principalmente de varios pequeños frutos, semillas, moluscos e insectos. La hembra generalmente pone dos huevos de color blanco cremoso.
Generalizado en toda su distribución, la especie fue evaluada como una «especie bajo preocupación menor» en la Lista Roja de Especies Amenazadas de la UICN. Sin embargo, parece estar disminuyendo en algunas partes de su distribución: en Tanzania, por ejemplo, aparece por encima 1300 metros sobre el nivel del mar en la reserva forestal Nguu del Norte, pero no es del todo común en algunos hábitat menor altitud. Es casi ausente en el sureste de ese país.